# アイス・アルベド・フィードバック
アイス・アルベド・フィードバック (Ice-albedo feedback) とは、正のフィードバックを伴う気候プロセスである。
氷帽・氷河・海氷などの面積が変化し、その地域のアルベド（地面が太陽光を反射する割合）が増減することによって引き起こされ、最初に加えられた変動を増強する方向に働く。例えば、何らかの理由で気温の低下が起きると、アルベドの高い氷が範囲を広げて太陽光の吸収を抑制するため、温度はますます下がることになる。その逆に温暖化が起きると、氷が溶けてアルベドの低い地表面が露出し、加速度的な気温の上昇が招かれる。
アイス・アルベド・フィードバックは地球規模に限られた現象ではなく、降雪のある地域ならば身近に観察される。雪が一面を覆っている間は簡単には雪解けに至らないが、ひとたび暗い地面が露出すると一気に雪が溶け始めるというものである。